# 万歳
万歳（異字体：万才、旧字体：萬歲、ばんざい、ばんぜい）とは、喜びや祝いを表す動作などを指していう言葉。動作を表す場合は、「万歳」の語を発しつつ、両腕を上方に向けて伸ばす。また、より強調して、「万々歳（ばんばんざい）」と言われる場合もある。

## 成り立ち
| 天安門にある、「中華人民共和国万歳」と、「世界人民大団結万歳」のスローガンの簡体字版（2005年）と繁体字版（1953年） |  | 天安門にある、「中華人民共和国万歳」と、「世界人民大団結万歳」のスローガンの簡体字版（2005年）と繁体字版（1953年） |
| 天安門にある、「中華人民共和国万歳」と、「世界人民大団結万歳」のスローガンの簡体字版（2005年）と繁体字版（1953年） |  | |

元々は中国において使用される言葉で「千秋万歳」の後半を取ったもの。万歳は一万年で皇帝の寿命を示す言葉であり、本来皇帝以外には使わなかった。諸侯の長寿を臣下が願うときは「千歳（せんざい）」を使っていた。明代に専権をふるった宦官・魏忠賢は自分の一党の者に「九千歳!」と唱和させていたという。また、太平天国では首領である天王洪秀全に対しては「万歳」を唱え、東王楊秀清には「九千歳」、以下各王の序列に従って「八千歳」「七千歳」「六千歳」「五千歳」と続いていたという。
現代では中国語では「萬歲（繁体字）・万岁（簡体字）」と書き「ワンスェイ（wànsuì）」と言う。朝鮮語では「만세/萬歲」と書き、韓国・北朝鮮では「マンセー、マンセ」と言う。ベトナム語では「vạn tuế(萬歲)/muôn năm(𨷈𣦮/𨷈𢆥)」と書き、ヴァン・ツェーあるいはムオン・ナムと読む。このように漢字圏で使われる言葉であるが、非漢字圏で同様の使い方をする言葉としては、ロシア語の「ウラー (ура/ura) 」があり、万歳と同様に単独で発声する。またラテン語圏ではイタリア語「ヴィヴァ（viva）」、スペイン語「ビバ（viva）」（スペイン語はvの音はbと混用される）、フランス語「ヴィーヴ（vive）」があり、次に讃える人名や組織名、国名などを続ける（例：ヴィヴァ・イタリア、ヴィーヴ・ラ・フランスなど）。いずれも「生きろ」という意味で長生きを願うことになり、万歳と同様の意味である。これは必ずしもめでたくない場面でも使われるものであり、例えばアルフォンス・ドーデの小説「最後の授業」では、普仏戦争によってアルザスがドイツに割譲されたためフランス語を教えられるのは今日までという背景の中、最後の場面で「ヴィーヴ・ラ・フランス（フランス万歳）」と唱和する描写がある。
ドイツ語では「ホーホ（Hoch）」という言葉が使われ、単独で「ホーホ」、あるいは「エス・レーベ・ホーホ（es lebe hoch!）」と唱える。また「フラー（Hurra）」や「ハイル（Heil）」という表現もあり、ナチス時代には「ハイル・ヒトラー」という言葉がヒトラー万歳という意味で使われ、また「ジーク・ハイル（勝利万歳）」などの言葉も使用された。Hurraは歓喜や激励の叫び、またHeilは本来ラテン語のSalve（敬礼）にあたる単語で、「万年長寿を祝う」とは若干意味が異なる。
日本においては、まず平安時代に成立した雅楽には、千秋楽と共に万歳楽（まんざいらく）という曲が伝えられており、共に君主の長久を祝うめでたい曲とされている。芸能の万歳はここから出たものという。江戸時代に成立した常磐津（浄瑠璃）には「乗合船恵方萬歳（のりあいぶねえほうまんざい）」という曲があり、「おや萬歳（まんざい）、へへ萬歳、萬歳萬歳萬歳、萬歳楽で御喜びだ、あっはっはっはっは」というセリフ回しがある。

## 日本における「万歳」
バンザイと発音するようになったのは大日本帝国憲法発布の日、1889年（明治22年）2月11日に青山練兵場での臨時観兵式に向かう明治天皇の馬車に向かって万歳三唱したのが最初だという。それまで日本には天皇を歓呼する言葉がなく、出御にあたってただ最敬礼するのみであったが、東京帝国大学の学生一同で皇居前に並び明治天皇を奉送迎しようという議が起こり、これに際して最敬礼では物足りないので歓呼の声を挙げようという話が教師の間で持ち上がった。そこで、フランス語の「ヴィヴ・ラ・フランス（Vive la France＝フランス万歳）」や英語の「セーヴ・ザ・キング（Save the King＝国王を護りたまえ）」のような唱和の言葉を考えることになり、和田垣謙三教授の提議した「万歳、万歳、万々歳」の唱和が決められた。しかし、当日最初の「万歳」が高らかにあがると馬車の馬が驚いて立ち止まってしまい、そのため二声目の「万歳」は小声となり、三声目の「万々歳」は言えずじまいに終わった。これを聴いた人々は「万歳」を再唱したと思ったようで、以後、めでたい時の歓呼の声として「バンザイ」が唱えられるようになり、「万々歳」は定着しなかった。
当初は文部大臣森有礼が発する語として「奉賀」を提案していたが、「東北人の語調を以ってすれば鼻に掛かりて面白ろからず」という意見があり、また、「ほうが」と続けて叫ぶと「あほうが」に聞こえてしまい、不敬にあたるとして却下された。また、「万歳」として呉音の「マンザイ」と読む案もあった（それまでの奉祝の言葉としては漢音の「バンセイ」あるいは「バンゼー」）が、「マ」では「腹に力が入らない」とされたため、謡曲・高砂の「千秋楽」の「千秋楽は民を撫で、萬歳楽（バンザイラク）には命を延ぶ」と合わせ、漢音と呉音の混用を問わずに「万歳（バンザイ）」とした。
「天皇陛下万歳」は、天皇の健康、長寿、ひいては日本国の永続的な安寧を祈るものである。近年でも即位の礼や在位記念式典において公式に使われ、また皇居における一般参賀などの場面において、万歳三唱する市民も一部に見られる。 また明仁の天皇在位中最後の天覧相撲となる平成31年初場所8日目において、天皇皇后が退席する際に観衆から自然に万歳が起こった。

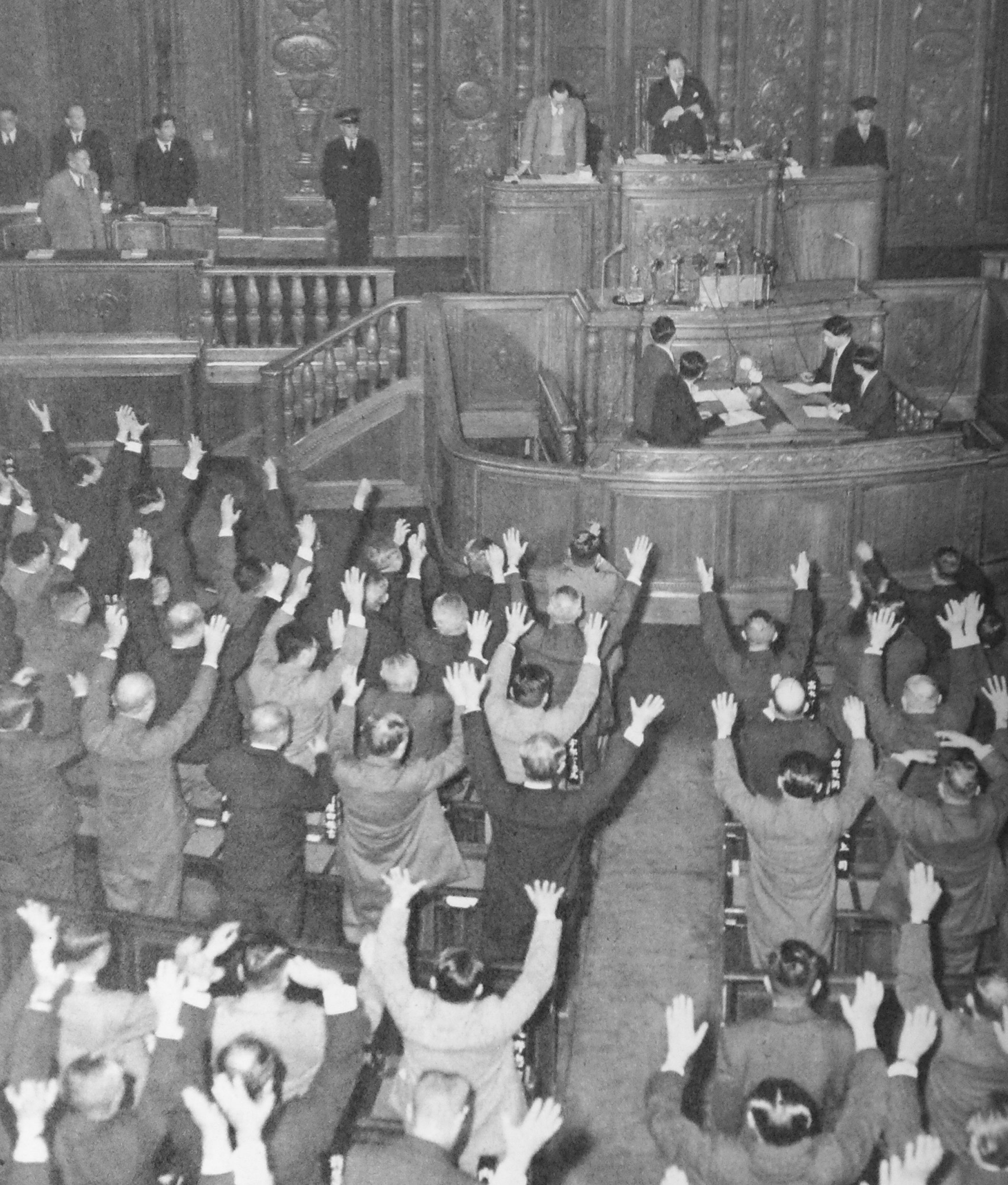
衆議院解散時の万歳（1953年、昭和28年）

慣例として、衆議院解散時に議長より詔書が読み上げられ、解散が宣言されたとき、その瞬間失職した衆議院議員たちが「万歳!」と三唱する。この慣例の経緯は明らかではないが、衆議院議員たちが選挙戦に「突撃」してゆく気概を表しているとも、国事行為として衆議院を解散する天皇に対しての敬意とも言われている。また、万歳三唱をすると次の選挙で落ちないという迷信もあるといわれる。ただ「失職するのに何が万歳なんだ」といって万歳三唱をしない議員もいる。
太平洋戦争中の日本軍兵士が連合国軍に対して、全滅（玉砕）を覚悟して行った突入攻撃は、「バンザイ突撃」と呼ばれる。また、第二次世界大戦中のアメリカ合衆国陸軍第442連隊戦闘団（日系アメリカ人部隊）も、枢軸国軍に対する攻撃の際に「万歳」を掛け声に使用したと記録が残っている。敗色濃厚にも拘らず決死の突撃を行った日本人兵士の「バンザイ突撃」は連合国軍将兵に少なからぬ恐怖と畏敬を与えた（バンザイ・アタック）。このことから、英語で banzai というと、本来の意味の他に「絶望的な（あるいは無謀な）試み」という意味もある。このような欧米における「バンザイ」の認識は、21世紀になっても残っている。2014年（平成26年）11月には、日本銀行審議委員に対する欧米人記者の質問の中で、「英米の市場関係者の間では、追加緩和による事実上の国債全額買い取りという明確なマネタイゼーションと、増税延期という組合せをバンザイノミクスという国債暴落政策として懸念する見方も出ている」と、「バンザイノミクス」なる新語が示された。この「バンザイノミクス」とは、第2次安倍内閣による経済政策の通称である「アベノミクス」に、バンザイ突撃の無謀さを掛けた造語とみられる。
またこれとは別に、降参、投降の際に抵抗の意志がないことを示すために両手を頭上に上げることから、日本においてもいわゆるお手上げという意味で「バンザイ」という表現が使われることがある。
1990年代には、万歳三唱令と題した偽書が官庁を中心に広まった。これは、明治時代に施行された太政官布告の体裁を取っており、「万歳三唱の細部実施要領」なる詳細な作法まで記述された文書である。しかし、そのような内容の太政官布告その他の法令が公布・施行された事実はなく、類似の法令や公式文書等もない。なぜこのようなイタズラ文書が作成され、広まったのか、その作成者や作成の意図は不明であったが、2018年に制作者が判明した。

### 所作

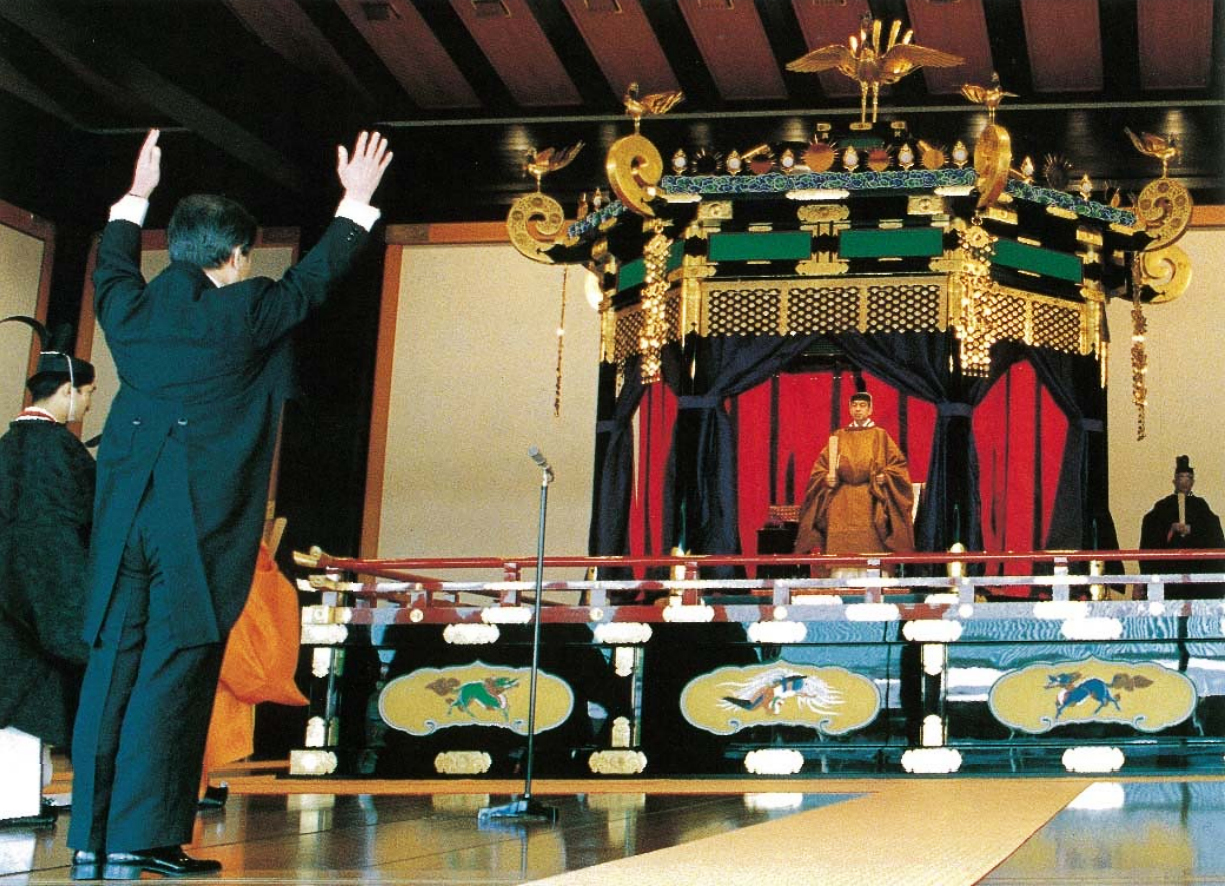
即位礼正殿の儀で万歳三唱する海部俊樹総理（当時）

万歳の所作・作法について、公式に定められた文書等は存在しない。前述の偽書『万歳三唱令』においては、足運びを含めてまことしやかな所作が定められているが、如何せん偽書であるため、この文書に書かれた所作が正式なものとは解されていない。
2010年（平成22年）には、木村太郎衆議院議員が内閣に対する質問主意書において、天皇陛下御在位二十年記念式典で行われた鳩山由紀夫内閣総理大臣の所作が「手のひらを天皇陛下側に向け、両腕も真っ直ぐに伸ばしておらず、いわゆる降参を意味するようなジェスチャーのように見られ、正式な万歳の作法とは違うように見受けられた。」と難じ、「日本国の総理大臣として、万歳の仕方をしっかりと身につけておくべきと考えるが、その作法をご存知なかったのか、伺いたい。」と問うた。これに対して内閣は、「万歳三唱の所作については、公式に定められたものがあるとは承知していない。」と答弁している。
この質問主意書のように、「万歳の正しい姿勢」と目されるのは、先の偽書『万歳三唱令』に示されるところの「両腕から指までをまっすぐ上に伸ばし掌は内側」であるが、これがそもそも偽書であり、また所作自体としても公式であるという典拠に欠き、共通認識として扱われていない。この状況は、多くの公式行事で万歳三唱が行われた戦前においても同様で、たとえば、1940年（昭和15年）の大政翼賛会発足式における万歳の写真では、掌の向きは前であったり内側であったりと、まちまちな様子が見て取れる。1990年（平成2年）に行われた即位礼正殿の儀では、高御座の前で万歳三唱した海部俊樹総理（当時）は天皇側に向け肘はやや曲がっていた。
一方、歓喜の表現として古くから類似する所作は存在したが、それらも余り明確な決まりは無かったようである。たとえば、1927年（昭和2年）、田中義一内閣の成立が決定した際に、田中義一と政権与党の立憲政友会メンバーらが祝杯を挙げる場面の写真では、奥のほうには歓喜の表情の人物らが数名両手を挙げているものの、掌は手前を向いていたり握られていたりとまちまちである。
このように、正式な万歳の所作というようなものは、歴史的にも慣例上も定まっているとは言い難いが、おおむね「威勢よく両手を上げる動作」が万歳の所作と解されている。